# Hoplopleura malabarica
Hoplopleura malabarica är en insektsart som beskrevs av Werneck 1954. Hoplopleura malabarica ingår i släktet Hoplopleura och familjen gnagarlöss. Inga underarter finns listade i Catalogue of Life.